# Bitwa pod Peregonowką
Bitwa pod Peregonowką – bitwa, która miała miejsce w 1919 roku, podczas rosyjskiej wojny domowej. Starcie niedaleko wsi Peregonowka, w okolicach Umania, w którym wzięły udział siły Rewolucyjnej Powstańczej Armii Ukrainy przeciwko Armii Ochotniczej wojsk białych. Jej wynik w znacznej mierze przyczynił się do klęski Białej Armii na terenach południowo-wschodniej Ukrainy.

## Tło
W połowie czerwca 1919 Andriej Szkuro z Dywizji Kozaków Kubańskich wykorzystał chaos między bolszewikami a anarchistami i dokonał grabieży miasta Hulajpołe, w czasie której palono domy, zabijano mężczyzn, gwałcono kobiety i wywłaszczano łupy, podobnie jak to miało miejsce w innych wioskach. Rewolucyjna Powstańcza Armia Ukrainy i tysiące uchodźców wycofały się setki kilometrów na zachód. Przeszli przez Dniepr przy moście niedaleko Aleksandrowska, aby dotrzeć do Jelizawetgradu, gdzie dowództwo sprawował ataman Matwij Hryhorjew. Ich sojusz z nim trwał tylko miesiąc (25 czerwca – 27 lipca), gdy ataman został zabity za odmowę walki z armią Antona Denikina, a także jego udział w pogromach. Czarna Armia kontynuowała swoją działalność w Dobrowełyczkiwce na południu Ukrainy, gdzie z początkiem sierpnia pojednała się z Armią Czerwoną. Rozpoczęto kontratak, który tymczasowo zepchnął wroga na wschód, ale Denikin wkrótce wysłał posiłki. Armia Machno kontynuowała swój zachodni odwrót, kiedy Biała Armia przybyła do Kurska na północy.
Po miesiącu odwrotu i potyczek, pozostawiając ponad 8000 rannych, pod koniec sierpnia 1919 do Umania przybyła siły machnowskie. Będąc na granicy terytorium kontrolowanego przez siły Symona Petlury, anarchiści zdecydowali się na negocjacje. Petlurowcy byli również w stanie wojny z Białą Armią i nie chcieli mieć więcej wrogów. Postanowili zaprzestać działań wojennych, wymienić się jeńcami, a na dwa tygodnie przed osiedleniem się we wsi Tekucze, niedaleko Umania, w szpitalach petlurowców przebywało 3000 anarchistów. Z czasem jednak machnowcy przestali ufać siłom narodowym. Z wojskami Petruli na północy i zachodzie oraz Denikinem na południu i wschodzie, do 25 września, Biała Armia otoczyła Czarną Armię.

## Bitwa
Po czterech miesiącach oraz przebyciu 600 kilometrów na zachód, Czarna Armia postanowiła skręcić na wschód i zmierzyć się z Białą Armią we wsi Krutenkoje. Zaskoczona Biała Armia dokonała odwrotu. Następny dzień okazał się decydującym starciem dla niespełna 8000 pozostałych anarchistycznych partyzantów.
Atak rozpoczął się o 03:00. Kiedy po sześciu godzinach linie Armii Białej nie złamały się, machnowcy uformowali się w nowym szturmie, do którego dołączyły również kobiety. Ten ruch zmniejszył liczbę żołnierzy Białej Armii i zredukował ostrzał z karabinów maszynowych. Machno, który wcześniej w nocy jechał naprzód z eskadrą kawalerii, aby otoczyć obrońców, zaatakował od tyłu i wkroczył do wioski, prowadząc walkę wręcz na ulicach. Atak z obu stron sprowokował białoarmistów do odwrotu. Byli jednak ścigani przez jeźdźców Armii Czarnej, pozostawiając za sobą wielu zabitych na polach, w tym topielców, próbujących przeprawić się przez pobliską rzekę.

## Następstwa
Około 4000 Białych żołnierzy rozjechało się po lasach na północy, gdzie w dużej części zostali zaatakowani i zabici przez chłopów. Po zwycięstwie, anarchiści utworzyli trzy kolumny i ruszyli do Dniepru, eliminując wszystkich wrogów. Ofensywa ta objęła 7000 Białych zabitych w Aleksandrowsku, w tym 2500 Czeczenów. W ciągu dziesięciu dni Czarna Armia powróciła, aby odzyskać swoją nieformalną stolicę (tj. Hulajpołe), a także przejąć Mariupol, Połohy, Melitopol i Berdiańsk, a także inne strategiczne lokalizacje. 20 października anarchiści pokonali w Dnieprze Białą Armię, która schroniła się Taganrogu.
W szczytowym momencie Wolne Terytorium biegło od centrum guberni jekaterynosławskiej do północno-wschodniej części guberni taurydzkiej, obszaru zamieszkałego przez około trzy miliony osób.